# Klemens Szeptycki
Klemens Szeptycki MSU, właściwie Kazimierz Maria Szeptycki (ukr. Климентій Казимир Шептицький, ur. 17 listopada 1869 w Przyłbicach, zm. 1 maja 1951 we Włodzimierzu nad Klaźmą) – duchowny katolicki obrządku greckokatolickiego, studyta, poseł do Reichsratu Przedlitawii, egzarcha apostolski Rosji. Błogosławiony Kościoła katolickiego.

## Życiorys
Pochodził z rodziny Szeptyckich. Był synem hrabiego Jana Kantego Szeptyckiego i Zofii z Fredrów oraz wnukiem pisarza Aleksandra Fredry.
Ukończył Gimnazjum Świętej Anny w Krakowie, Doktor nauk prawnych Uniwersytetu Jagiellońskiego, polityk galicyjski, poseł do Reichsratu Przedlitawii w Wiedniu w latach 1900–1907. Był prezesem Galicyjskiego Towarzystwa Leśnego (1910-1911). Członek Krajowej Rady Kolejnictwa (1910–1911). Członek i działacz Galicyjskiego Towarzystwa Gospodarskiego, członek jego Komitetu (18 czerwca 1903 – 24 czerwca 1910), jego wiceprezes (24 czerwca 1910 – 13 czerwca 1912). Członek Rady Powiatu w Bóbrce (1910–1911).
W 1911 roku zrezygnował z życia świeckiego i podobnie jak brat, Roman wstąpił do klasztoru. Został benedyktynem (kształcił się w Bawarii), lecz po roku zmienił obrządek z łacińskiego na bizantyjsko-ukraiński i przeniósł się do studytów. W zakonie greckokatolickim przyjął imię Klemens. Święcenia otrzymał w 1913 roku. Od 1926 roku był ihumenem klasztoru w Uniowie, od 1944 roku nosił tytuł archimandryty.
Aresztowany przez NKWD 5 czerwca 1947 roku został uwięziony we Lwowie, a następnie w Kijowie. Zmarł w więzieniu w 1951 we Włodzimierzu nad Klaźmą.
W 1995 roku pośmiertnie został uhonorowany medalem Sprawiedliwy wśród Narodów Świata i drzewkiem honorowym w Jad Waszem.
W listopadzie 2008 roku pośmiertnie został odznaczony przez prezydenta RP Lecha Kaczyńskiego Krzyżem Komandorskim Orderu Odrodzenia Polski za uratowanie od zagłady Żydów w czasie II wojny światowej. Jednym z ocalonych był Adam Daniel Rotfeld.

## Beatyfikacja
Beatyfikowany przez papieża Jana Pawła II 27 czerwca 2001 na hipodromie we Lwowie podczas Liturgii, połączonej z beatyfikacjami 27 nowomęczenników greckokatolickich, odprawionej w obrządku bizantyjsko-ukraińskim, podczas pielgrzymki Jana Pawła II na Ukrainę.